# Calea ferată Alba Iulia–Zlatna
Calea ferată Alba Iulia–Zlatna este o cale ferată secundară în România. Ea traversează marginea sudică a Munților Trascău din vestul Transilvaniei, pe valea râului Ampoi.

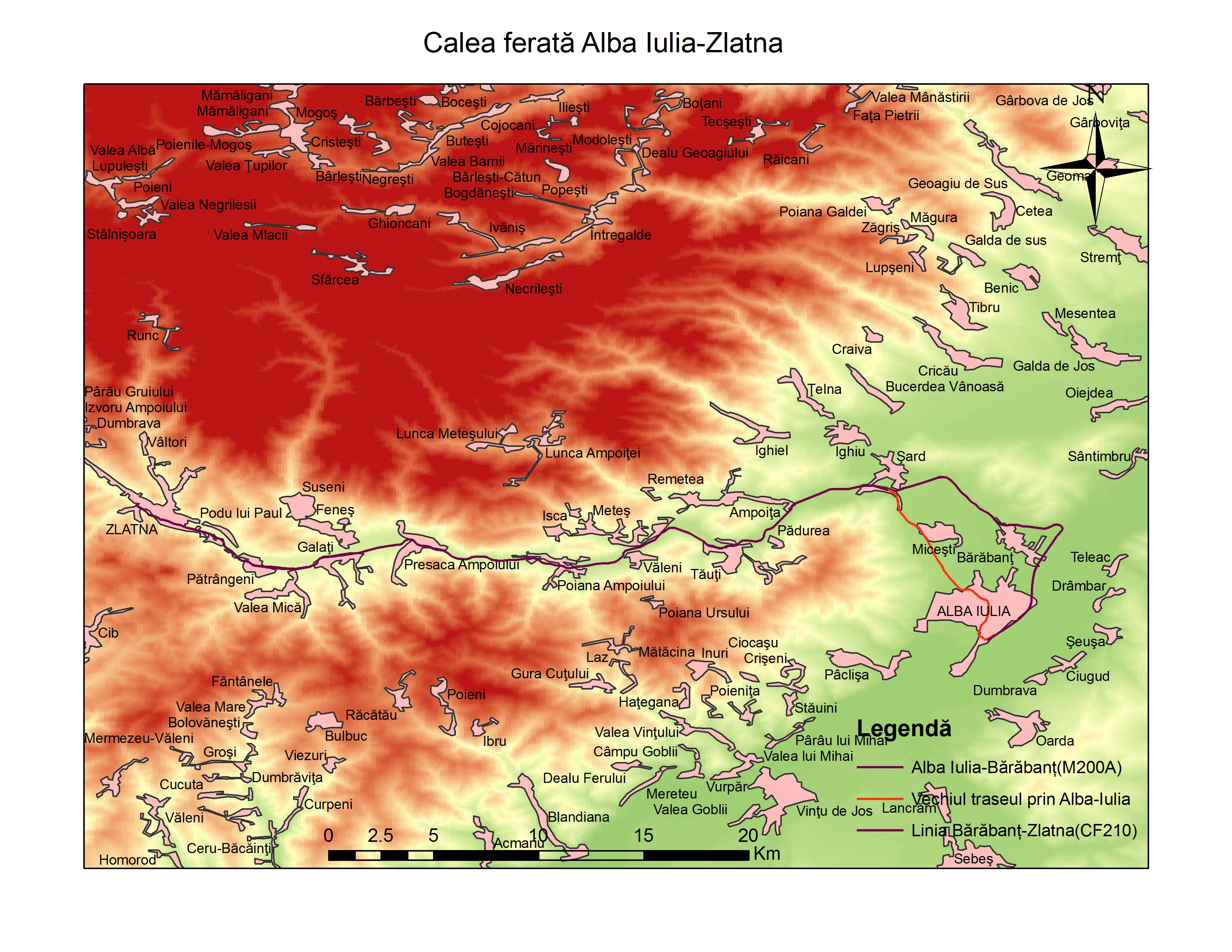
Traseul căii ferate Alba Iulia-Zlatna

## Istoric

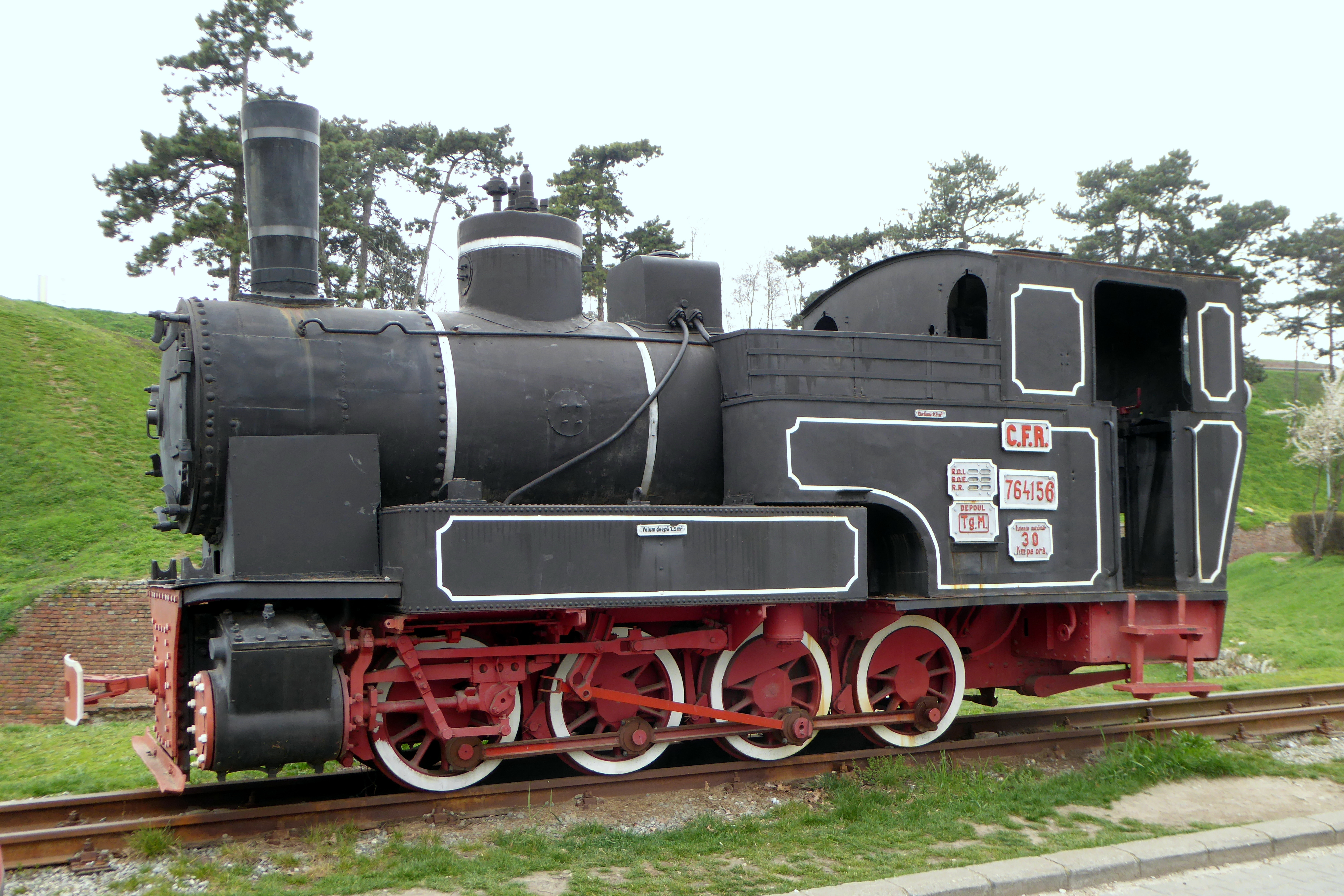
Locomotivă cu abur pe ecartament îngust, expusă în fosta gară Alba Iulia-Cetate

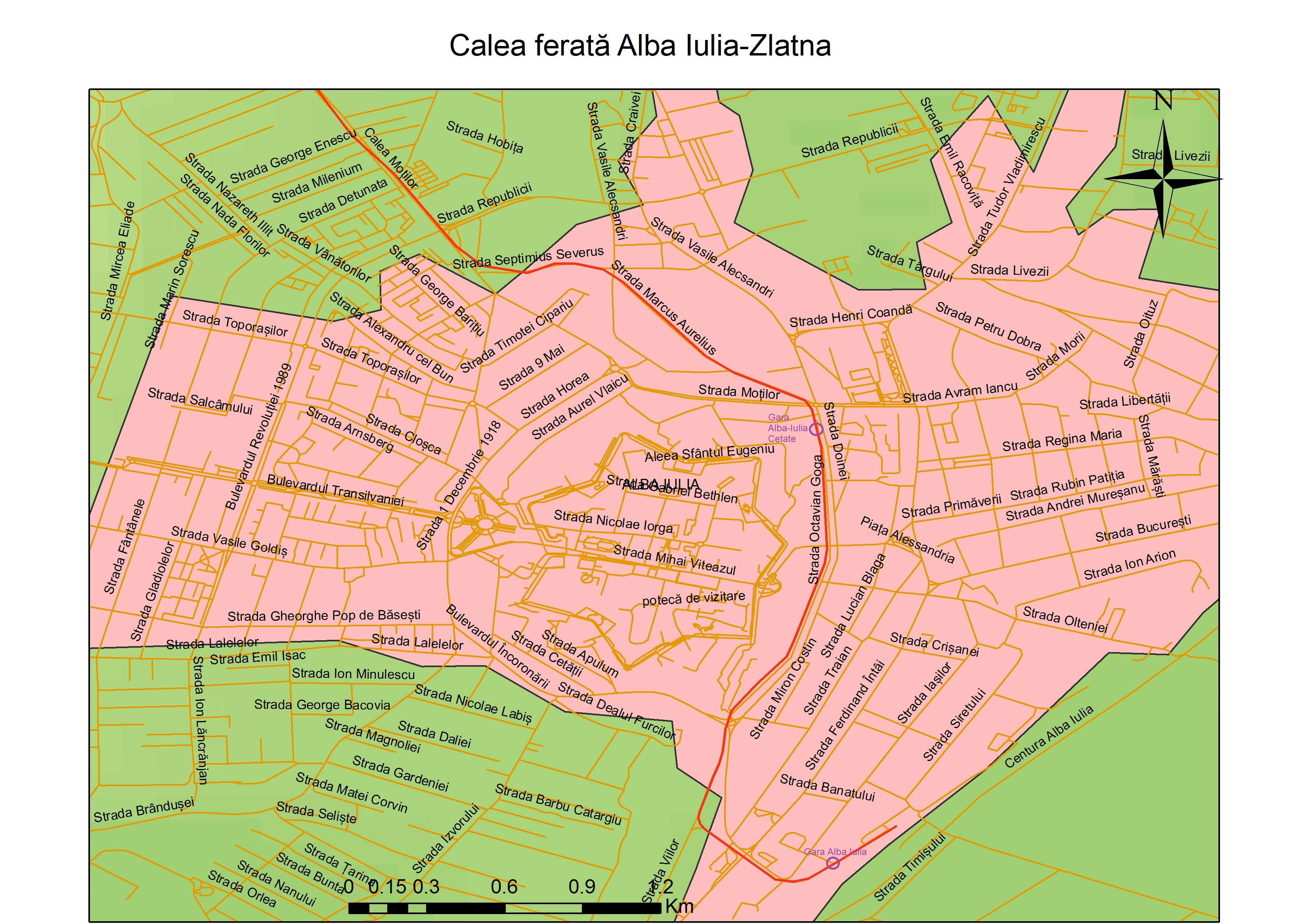
Vechiul traseu al căii ferate prin interiorul Municipiului Alba Iulia.

Linia de cale ferată de la Alba Iulia la Zlatna a fost pusă în funcțiune în anul 1895, având inițial ecartament îngust. Aceasta a fost înlocuită în 1982 cu o linie cu ecartament normal. Din cauza faptului că traseul inițial trecea prin interiorul orașului Alba Iulia (cu haltele Alba Iulia Cetate și Micești) și pe acest tronson nu a fost posibilă schimbarea liniei cu ecartament îngust cu una cu ecartament normal, s-a realizat o conexiune din dreptul localității Bărăbanț de pe calea ferată Alba Iulia–Târgu Mureș către traseul inițial la gara Șard Ighiu, traseul fiind prelungit astfel cu 4,4 km. Traseul inițial pornea din Gara Mare, intersecta Bdul. Ferdinand, apoi traversa orașul spre nord-est pe sub cimitirul „Maieri” și fortificația bastionară paralel cu străzile: Tache Ionescu, Octavian Goga, Decebal și Bălcescu. În zona locului de joacă din vecinătatea Pieței Constituției se găsea Gara Mică sau Alba Iulia Cetate, de unde traseul continua spre nord, apoi spre vest, urcând panta pe actualele străzi Marcus Aurelius și Septimius Severus (fosta Tolstoi). Pe ambele străzi se poate observa existența celei de-a treia benzi de circulație, apărută după eliminarea terasementului. După traversarea celor două străzi, linia traversa actualul teren al stadionului municipal și continua pe Calea Moților, prin satele Micești și Șard, intrând pe traseul actual după podul peste râul Ampoi.

## Situație actuală
Calea ferată este cu linie simplă. Ea a fost achiziționată în 2006 de către compania privată Regiotrans. Pe acest traseu circulă zilnic aproximativ patru trenuri de călători, în fiecare direcție.

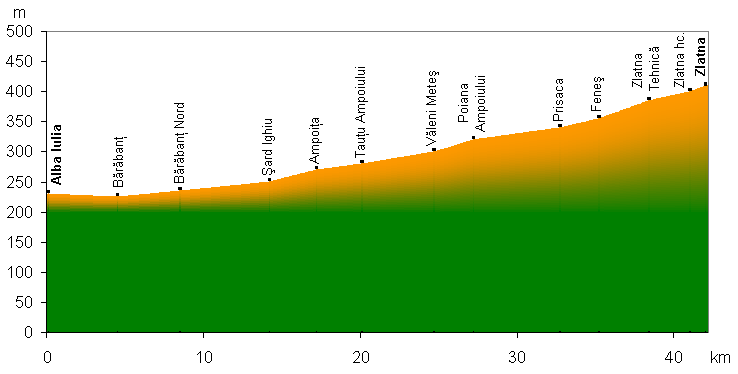
Profilul la înălțime al căii ferate

## Turism
Din 7 iunie 2015 pe calea ferata Zlatna-Alba Iulia a fost pusă în circulație o garnitură de tren istoric, fiind un proiect realizat de Primăria Zlatna. Trenul circulă la ocazii speciale.
De asemenea, există un proiect în desfășurarea pentru reconstrucția vechii gări Alba Iulia Cetate și a unei garnituri de epocă, proiect realizat parțial prin reabilitarea locomotivei și amplasarea acesteia pe terenul fostei gări.